# Mártélyi Alkotóház
A Mártélyi Alkotóház a Magyar Alkotóművészeti Közalapítvány egyik alkotóháza.

## Története
Alapításától (1957) a Hódmezővásárhelyi Alkotóházzal és a Hódmezővásárhelyi Művészteleppel közös igazgatásban áll. Alapítására a hódmezővásárhelyi ház „filiáléjaként” került sor (a két alkotóház egymástól mintegy 10 km távolságra épült). A házat a rendszerváltásig létezett Képzőművészeti Alap építtette.

## Az alkotóház
A Tisza holtága partján öt apartmanból áll, Ópusztaszer közelében. A ház csak nyáron üzemel. Mártély faluval szoros kapcsolatban áll, hiszen itt lakott Tornyai János, Frank Frigyes, Endre Béla, emléküket márványtábla őrzi az emlékdombon. 
A községben építkezett Makovecz Imre és Csete György építész.